# Gråhalsad bekard
Gråhalsad bekard (Pachyramphus major) är en fågel i familjen tityror inom ordningen tättingar. Den förekommer i Centralamerika, i syd till Nicaragua. Vid ett tillfälle har den observerats i USA, i sydöstra Arizona.

## Utseende
Gråhalsad bekard är en 14–16 cm lång tätting med skilda dräkter hos hane och hona. Hanen är grå under och i ett halsband, medan ovansidan inklusive hjässan är svart med vita kanter på täckare och vingpennor samt vit tygel. Honan är varmbrun ovan, men liksom hanen  svart på hjässan och i ett svart ögonstreck. Undertill och på halsbandet är den beige- eller kanelfärgad. Fåglar i västra Mexiko, ibland urskiljd som en egen art, skiljer sig framför allt i hondräkten, där undersidan är citrongul och hjässan rostbrun. Hanen har vitt istället för grått på övergumpen.

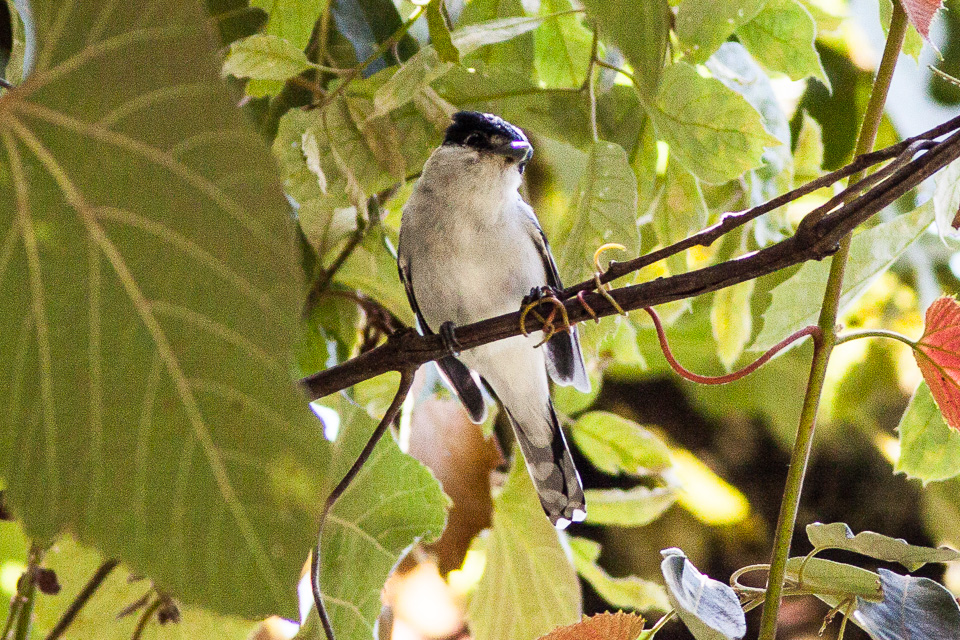
Hane fotograferad i Nayarit.

## Utbredning och systematik
Gråhalsad bekard delas in i fem underarter i två underartsgrupper:
- major-gruppen
  - Pachyramphus major australis – förekommer i Guatemala, norra och centrala Nicaragua
  - Pachyramphus major itzensis – förekommer i sydöstra Mexiko (Campeche, Yucatán, Quintana Roo) och Belize
  - Pachyramphus major major – förekommer i östra Mexiko (Nuevo León och San Luis Potosí i Chiapas)
  - Pachyramphus major matudai – förekommer i Stillahavssluttningar i södra Mexiko (Chiapas) och norra Guatemala
- Pachyramphus major uropygialis – förekommer i västra Mexiko (Sonora, Sinaloa, Durango, Michoacán och Guerrero)

Sedan 2016 urskiljer Birdlife International och naturvårdsunionen IUCN uropygialis som den egna arten Pachyramphus uropygialis. 
En hona av underarten uropygialis hittades juni 2009 i sydöstra Arizona i USA.

## Levnadssätt
Gråhalsad bekard är en fåtalig och lokalt förekommande fågel i tropiska skogar från lågland till bergstrakter upp till åtminstone 2500 meters höjd. Den ses vanligen enstaka eller i par i övre delen av trädtaket, framför allt i fruktbärande träd. Ofta slår den följe med trupialer, skogssångare, tangaror och andra fåglar i kringvandrande flockar. Arten tenderar att vara tystlåten, vilket gör att den lätt förbises.

## Status
IUCN bedömer hotstatus för underartsgrupperna (eller arterna) var för sig, båda som livskraftiga.